# Rotplätt
Rotplätt (Ditiola radicata) är en svampart som först beskrevs av Alb. & Schwein., och fick sitt nu gällande namn av Elias Fries 1822. Rotplätt ingår i släktet Ditiola och familjen Dacrymycetaceae.  Arten är reproducerande i Sverige. Inga underarter finns listade i Catalogue of Life.